# Marek Citko
Marek Citko (ur. 27 marca 1974 w Białymstoku) – polski piłkarz występujący na pozycji pomocnika, reprezentant Polski, samorządowiec.

## Kariera piłkarska

### Kariera klubowa
Występujący na pozycji ofensywnego pomocnika, wychowanek Włókniarza Białystok, skończył karierę w Polonii Warszawa. W swojej karierze grał w zespołach Włókniarza Białystok, Jagiellonii Białystok, Widzewa Łódź, Legii Warszawa, Dyskobolii Grodzisk Wielkopolski, Hapoel Beer Szewa, FC Aarau, Cracovii, Polonii Warszawa. Dwukrotnie zdobywał Mistrzostwo Polski (w sezonach 95/96 i 96/97), a raz Superpuchar Polski (w 1996) w barwach Widzewa Łódź, z którym w sezonie 1996/97 grał w Lidze Mistrzów (6 meczów, 2 gole).
Strzelił pierwszą bramkę w historii Widzewa Łódź w Lidze Mistrzów w przegranym 1:2 wyjazdowym meczu z Borussią Dortmund. W spotkaniu z Atletico Madryt na stadionie przy al. Piłsudskiego w Łodzi strzelił bramkę, pokonując bramkarza ówczesnych mistrzów Hiszpanii, José Francisco Molinę z niemal 40 metrów.
Jego karierę przerwała na 16 miesięcy kontuzja ścięgna Achillesa, której doznał w meczu z Górnikiem Zabrze 17 maja 1997. Po rehabilitacji nie udało mu się powrócić do dawnej formy.
Grając w rundzie jesiennej sezonu 2006/2007 w Polonii Warszawa, popisał się bramką strzeloną bezpośrednio z rzutu rożnego, podczas meczu z Zawiszą Bydgoszcz. W 2007 rozwiązał za porozumieniem stron ważny jeszcze przez rok kontrakt z drugoligową Polonią Warszawa i zakończył karierę.
W głosowaniu internautów został wybrany do złotej jedenastki wszech czasów Widzewa Łódź.

### Reprezentacja Polski
Występował w kadrze narodowej seniorów, rozegrał w niej 10 meczów i zdobył 2 gole (z Anglią i Brazylią); 9 października 1996 w meczu eliminacji do Mundialu w 1998 strzelił na londyńskim stadionie Wembley bramkę Anglikom, co uczyniło go jednym z najpopularniejszych polskich sportowców – w plebiscycie na najlepszego sportowca Polski 1996, przeprowadzonym przez Telewizję Polską, Program III Polskiego Radia i „Super Express”, zajął pierwsze miejsce, wyprzedzając wszystkich medalistów olimpijskich z Atlanty. W konkursie tygodnika „Piłka Nożna” został „Odkryciem Roku”. W kolejnych miesiącach uwagę kibiców sportowych przykuwała sprawa zagranicznego transferu Citki do angielskiej ekstraklasy.
| l.p. | Data                | Miejsce   | Przeciwnik | Rezultat | Rozgrywki     | Grał   | Uwagi        |
| ---- | ------------------- | --------- | ---------- | -------- | ------------- | ------ | ------------ |
| 1.   | 19 lutego 1996      | Hongkong  | Japonia    | 0-5      | towarzyski    | 90'    |              |
| 2.   | 28 lutego 1996      | Rijeka    | Chorwacja  | 1-2      | towarzyski    | 90'    |              |
| 3.   | 27 marca 1996       | Łódź      | Słowenia   | 0-0      | towarzyski    | do 62' |              |
| 4.   | 9 października 1996 | Londyn    | Anglia     | 1-2      | elim. MŚ 1998 | 90'    | Gol          |
| 5.   | 10 listopada 1996   | Katowice  | Mołdawia   | 2-1      | elim. MŚ 1998 | 90'    |              |
| 6.   | 15 lutego 1997      | Ajia Napa | Cypr       | 3-2      | towarzyski    | 90'    |              |
| 7.   | 17 lutego 1997      | Derinia   | Łotwa      | 3-2      | towarzyski    | 90'    | Żółta kartka |
| 8.   | 26 lutego 1997      | Goiânia   | Brazylia   | 2-4      | towarzyski    | 90'    | Gol          |
| 9.   | 2 kwietnia 1997     | Chorzów   | Włochy     | 0-0      | elim. MŚ 1998 | 90'    |              |
| 10.  | 30 kwietnia 1997    | Neapol    | Włochy     | 0-3      | elim. MŚ 1998 | 90'    |              |

## Aktywność po zakończeniu kariery
Od 23 lipca 2016 do 18 sierpnia 2016 razem z Jakubem Meresińskim był właścicielem klubu piłkarskiego Wisła Kraków i pełnił tam funkcję dyrektora sportowego.

## Działalność publiczna
W wyborach samorządowych w 2014 z listy Prawa i Sprawiedliwości uzyskał mandat radnego Sejmiku Województwa Podlaskiego. W wyborach w 2018 nie uzyskał reelekcji. Do sejmiku startował również w wyborach w 2024, nie uzyskując mandatu.
Wszedł w skład komitetu wspierającego kandydaturę Karola Nawrockiego na prezydenta RP w wyborach w 2025.